# 빅디디
빅디디(영어: BigDD, 본명: 박창수)는 대한민국의 가수이다. 고려대학교 건축공학과 98학번이며 졸업 후 굴지의 건설회사에 다니던 중 버클리 음대로 유학을 떠났다. 건축공학과 재학시절에도 음악과 춤 등에 관심이 지대하였고 음대로 유학을 떠난다는 얘기가 들렸을 때 의외라고 생각하는 동기들이 거의 없었다. 길에서 노래를 부르거나 춤을 추는 등의 행동이 잦아 원래 음악을 했어야 할 사람이 어쩌다 건축을 공부하게 된 경우라고 대부분 이해했다.

## 학력
- 고려대학교 건축공학과 학사
- 버클리 음악 대학 학사

## 방송출연
- 《너의 목소리가 보여 시즌 2》 (2015년, Mnet)

## 음반
- 《Just Hit The Road》 (2017년)
- 《기억의 유효기간》 (2016년)
- 《0 칼로리 (0 Calorie)》 (2016년)
- 《Rendezvous (All I Need Is You)》 (2016년)
- 《Singing Ma Soul》 (2016년)
- 《취해볼게》 (2015년)
- 《Event》 (2015년)
- 《Baby, It`s Alright》 (2014년)
- 《나도 그래》 (2014년)
- 《Someone Like U》 (2014년)
- 《두근두근》 (2013년)